# Shanghai
Shanghai (Chinees: 上海; pinyin: Shànghǎi, historisch ook wel Sjanghai) is de grootste stad van China. De gemeente is sinds 2005 een van de vijf steden in China die de status van nationale centrale stad hebben.
Shanghai heeft 24,9 miljoen inwoners (volkstelling 2020) en is de grootste zelfstandige gemeente ter wereld. Het gehele aaneengesloten verstedelijkte gebied reikt nog veel verder en omvat ook de stedenrij Suzhou-Wuxi-Changzhou. Met in totaal 41,6 miljoen inwoners (2025) is dit qua inwonertal de op één na grootste agglomeratie ter wereld.
Shanghai is de belangrijkste stad in de Yangtze Delta Zone, een economische regio met 235 miljoen inwoners en een BBP van 4,7 miljoen dollar. Het is een van de welvarendste en duurste regio's van het land met een gemiddeld jaarsalaris van $26.946 (2021).
Shanghai ontstond als een dorpje dat leefde van de visserij en de textielindustrie, maar door het Verdrag van Nanking, dat in 1842 met het Verenigd Koninkrijk werd gesloten, groeide Shanghai uit tot een havenstad met wereldwijde verbindingen. Sinds de jaren 90, na de economische hervormingen van Deng Xiaoping, is de stad bezig zich te herontwikkelen. Zo is het zakendistrict Pudong uit de grond gestampt. De stad heeft sinds 2004 de grootste haven ter wereld en heeft daarmee de positie van de haven van Singapore overgenomen. In 2010 werd de wereldtentoonstelling Expo 2010 in de stad gehouden.

## Geschiedenis
Voordat de stad Shanghai werd gesticht, was het een dorp genaamd Huating (華亭鎮), onderdeel van Songjiang, dat werd geregeerd door de Suzhou-prefectuur. Onder de Tang-dynastie werd het een zelfstandige prefectuur, die vanaf de Song-dynastie Shanghai werd genoemd.
In 1553 werd een stadsmuur gebouwd, wat over het algemeen gezien wordt als het begin van de stad Shanghai. Gedurende de eerste Opiumoorlog in het begin van de 19e eeuw waren Engelse troepen aan de macht in Shanghai. Toen de oorlog in 1842 werd beëindigd met het Verdrag van Nanking werden enkele havensteden geopend voor internationale handel, waaronder de haven van Shanghai.
In 1850 begon de Taiping-opstand en in 1853 werd Shanghai bezet door een triadengroep van rebellen die zichzelf het Kleinezwaardengenootschap noemde. De vele gevechten verwoestten de landelijke gebieden om de stad, maar de buitenlandse nederzettingen werden met rust gelaten. Veel Chinezen, voor wie het voorheen verboden was om in de buitenlandse nederzettingen te komen, vluchtten hiernaartoe. In 1854 werden nieuwe voorschriften uitgevaardigd die meer land beschikbaar maakten voor de Chinese bewoners. In hetzelfde jaar werd ook de eerste jaarlijkse bijeenkomst van de gemeenteraad van Shanghai gehouden, die werd opgericht om de buitenlandse nederzettingen te beheren. In 1863 werden de Britse en Amerikaanse nederzettingen samengevoegd tot de Internationale Concessie. Tussen 1850 en 1900 steeg het bevolkingsaantal van de stad van circa 250.000 tot rond de 650.000.
De Eerste Chinees-Japanse Oorlog (1894-1895) om de macht in Korea werd afgesloten met het Verdrag van Shimonoseki. In dit verdrag werd China gedwongen de onafhankelijkheid van Korea te erkennen en enkele gebieden (waaronder Taiwan) af te staan aan Japan. Tevens betekende het de opkomst van Japan als een extra buitenlandse macht in Shanghai. Japan bouwde de eerste fabrieken in Shanghai en dit voorbeeld werd snel gevolgd door de andere aanwezige buitenlandse machten. Het betekende het begin van de industrialisatie van Shanghai.
Shanghai was inmiddels de belangrijkste financiële stad in het Verre Oosten. Onder bewind van de Republiek China werd in 1927 de stad uitgeroepen tot "speciale stad" en in 1930 verheven tot provincie.
Op 28 januari 1932, tijdens het Shanghai-incident, bombardeerde de Japanse marine de stad in een poging om studentendemonstraties de kop in te drukken, die als gevolg van het Mantsjoerije-incident en de daarop volgende bezetting van Mantsjoerije waren begonnen. Shanghai werd veroverd door Japan in de Slag om Shanghai van 1937 en bleef onder Japanse bezetting tot de overgave van Japan in 1945. Gedurende de Tweede Wereldoorlog was Shanghai een regionaal centrum voor, met name Joodse, vluchtelingen vanuit Europa. De Japanse bezetting weigerde hen aan de Duitsers uit te leveren maar stelde wel het getto van Shanghai in.
In de eerste decennia van de 20e eeuw gaf het bevolkingscijfer van de stad een fenomenale groei te zien. In 1900 bedroeg de bevolking circa 650.000, maar in 1918 werd al de grens van 1 miljoen bereikt. In 1940 was de bevolking geëxplodeerd tot 3,6 miljoen. De woningbouw hield geen gelijke tred met deze groei, dus de leefomstandigheden van het grootste deel der bevolking waren erbarmelijk.
Op 27 mei 1949 kwam Shanghai onder het bestuur van de Chinese Communistische Partij. Shanghai en Peking waren de enige onder de Republiek China zelfstandige steden, die ook nu nog een zelfstandige status behielden. Andere steden kwamen weer onder het bestuur van de lokale provincie te vallen. In het hierop volgende decennium werden de grenzen van de districten en counties binnen Shanghai veelvuldig aangepast.
Na 1949 verplaatsten de meeste buitenlandse bedrijven hun kantoren naar Hongkong, vanwege de communistische regering die nu aan de macht was gekomen. Gedurende de jaren 50 en 60 werd Shanghai een industrieel centrum en een links revolutionair bolwerk. Desondanks wist Shanghai gedurende deze tijd een hoge productiviteit en sociale stabiliteit te behouden. In de geschiedenis van de Volksrepubliek China heeft Shanghai bijna altijd de grootste bijdrage geleverd aan belastingen aan de staat. In het begin van de jaren 80 kwam 70-80% van de nationale belastingopbrengsten uit Shanghai. Dit had echter wel vérstrekkende gevolgen voor de economie van Shanghai doordat de hoge belastingdruk ten koste ging van kapitaalopbouw en onderhoud en investeringen aan de infrastructuur. In de zuidelijke provincie Guangdong werden gedurende de jaren 80 grootschalige hervormingen doorgevoerd. Door de grote financiële afhankelijkheid van China van Shanghai, werden pas in 1991 hervormingen in Shanghai gestart.

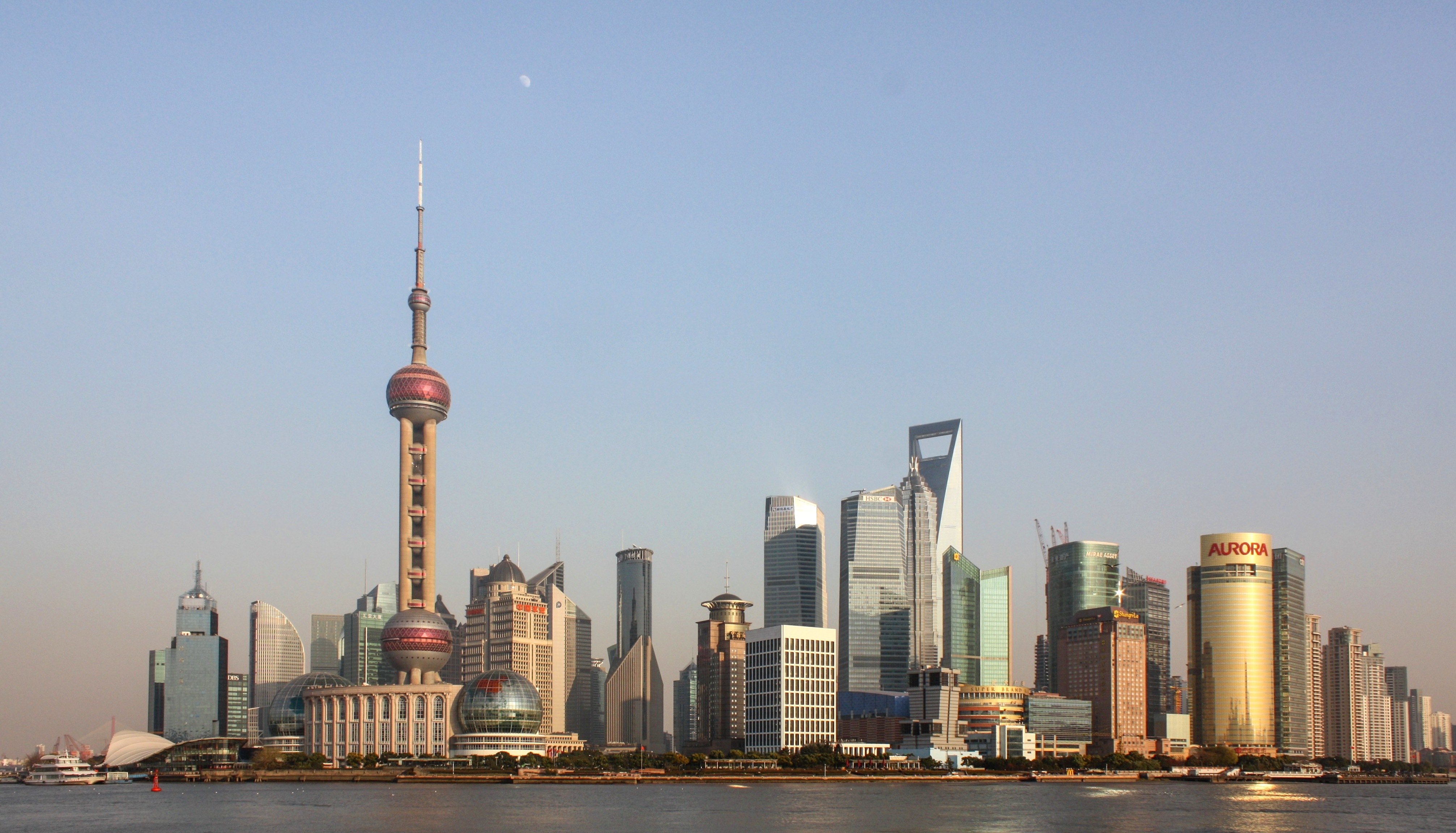
Skyline van Pudong

Sinds lange tijd wordt Shanghai gezien als opstap naar posities binnen de centrale regering van de Volksrepubliek China. In de jaren 90 werd er vaak gesproken van de "Kliek van Shanghai", die onder meer de president van de Volksrepubliek China, Jiang Zemin, en de premier Zhu Rongji omvatte. Jiang en Zhu waren eind jaren 80 beiden burgemeester en partijsecretaris van Shanghai geweest. Vanaf 1992 is Jiang Zemin gestart met hervormingen van het belastingbeleid van Shanghai. Door de sterk verlaagde belastingdruk werden vele binnenlandse en buitenlandse bedrijven aangetrokken tot de stad, waardoor Shanghai sterk is gegroeid als economisch centrum in Oost-Azië. Sindsdien kent de stad een economische groei van 9-15% per jaar.
Van 2 tot en met 11 oktober 2007 vonden de Special Olympics World Summer Games plaats in de stad. Hieraan hebben 7000 sporters met een verstandelijke beperking meegedaan. In 2008 is Shanghai bezig om de infrastructuur op allerlei punten te verbeteren, zoals een extra ringweg, de aanleg van een uitgebreid metronetwerk en verbeteringen aan het spoor en de havens.
Ook werd besloten in het kader van stadsuitbreiding te kiezen voor het stichten van negen satellietsteden in het project One City, Nine Towns, waarbij een op Nederland geënt stadsdeel Gaoqiao (Holland Village (Shanghai)) met kopieën van bekende gebouwen en waterwegen werd gebouwd.

## Geografie en klimaat

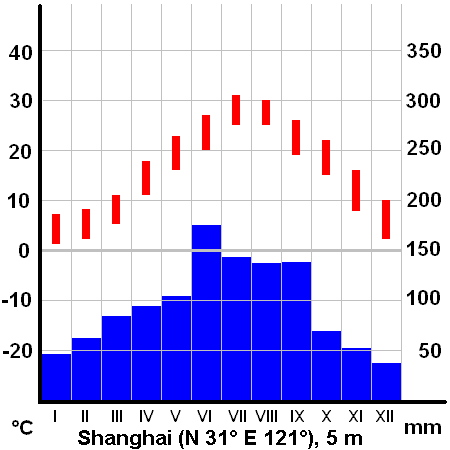
Gemiddelde temperatuur (rood) en neerslag (blauw) in Shanghai

Shanghai ligt aan de Oost-Chinese Zee (deel van de Grote Oceaan), en is in tweeën gesplitst door de Huangpu-rivier, die onderdeel uitmaakt van de rivierdelta van de Yangtze. Ten westen van de rivier ligt Puxi, waar het oude centrum ligt, en ten oosten van de rivier is een nieuw modern financieel centrum opgezet in Pudong.
Shanghai heeft een vochtig subtropisch klimaat (Cfa volgens de klimaatclassificatie van Köppen). Het weer in Shanghai kent vier duidelijk te onderscheiden seizoenen. In de winter kan de temperatuur tijdens frisse winden uit Siberië onder het vriespunt komen en gemiddeld valt er op een of twee dagen per jaar sneeuw. De zomers zijn warm en vochtig met gemiddeld 8.7 dagen per jaar die boven de 35 °C uitkomen. Over het algemeen worden de lente en herfst gezien als de beste periode om Shanghai te bezoeken; het is dan warm maar niet zo heet als gedurende de zomermaanden. Vanaf midden juni tot eind juli is er een regenperiode; hevige regenbuien zijn in deze periode niet ongebruikelijk.

### Aangrenzende provincies
| Aangrenzende provincies | Aangrenzende provincies | Aangrenzende provincies | Aangrenzende provincies | Aangrenzende provincies |
| ----------------------- | ----------------------- | ----------------------- | ----------------------- | ----------------------- |
| Jiangsu                 |                         |                         |                         |                         |
|                         |                         |                         |                         |                         |
|                         |                         |                         |                         |                         |
|                         |                         |                         |                         |                         |
| Zhejiang                |                         |                         |                         |                         |

## Naam
Shanghai betekent 'boven zee'. Volgens het door China opgestelde Hanyu pinyin wordt de naam als Shanghai gespeld.

## Bestuurlijke indeling

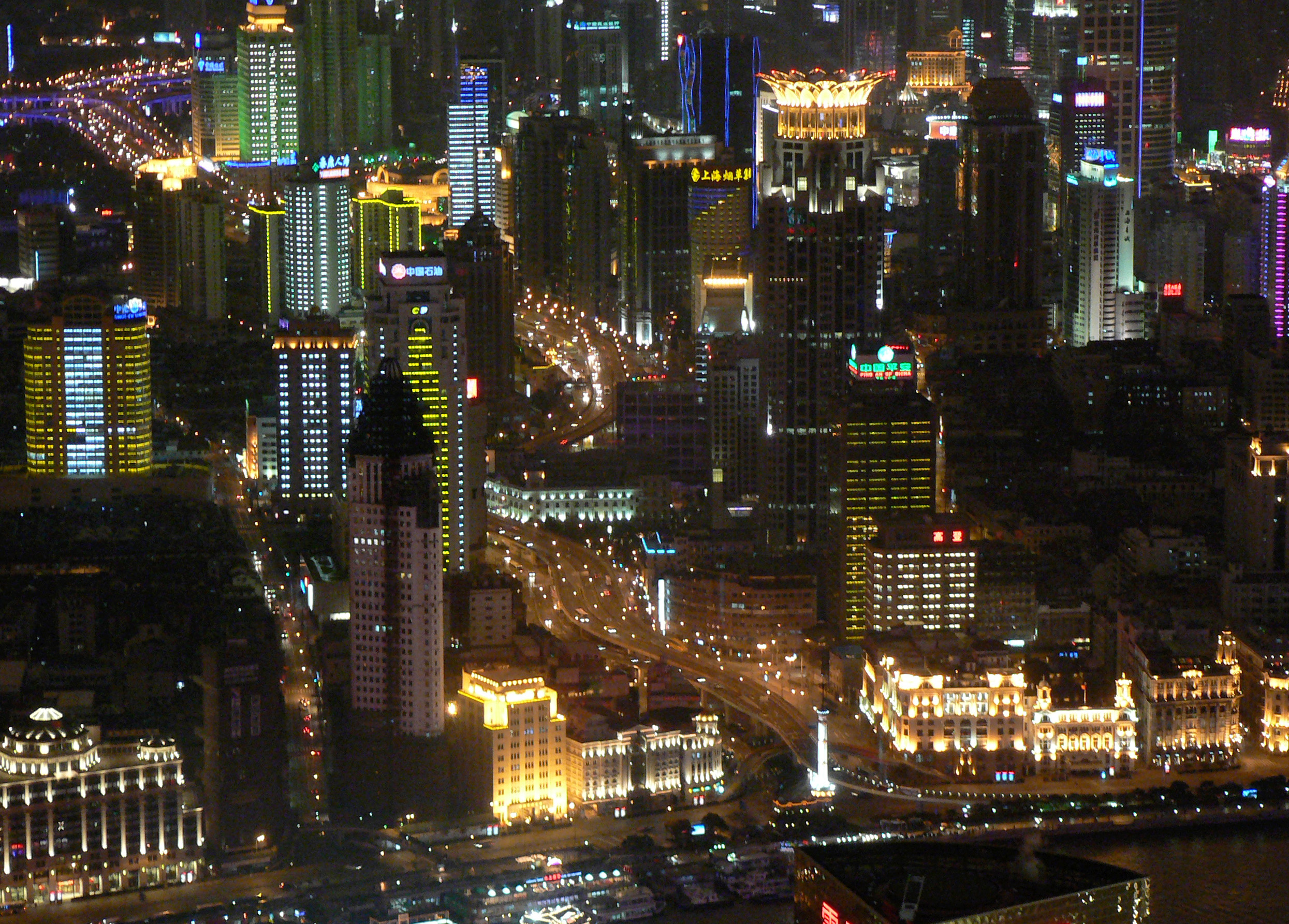
De Bund met wolkenkrabbers

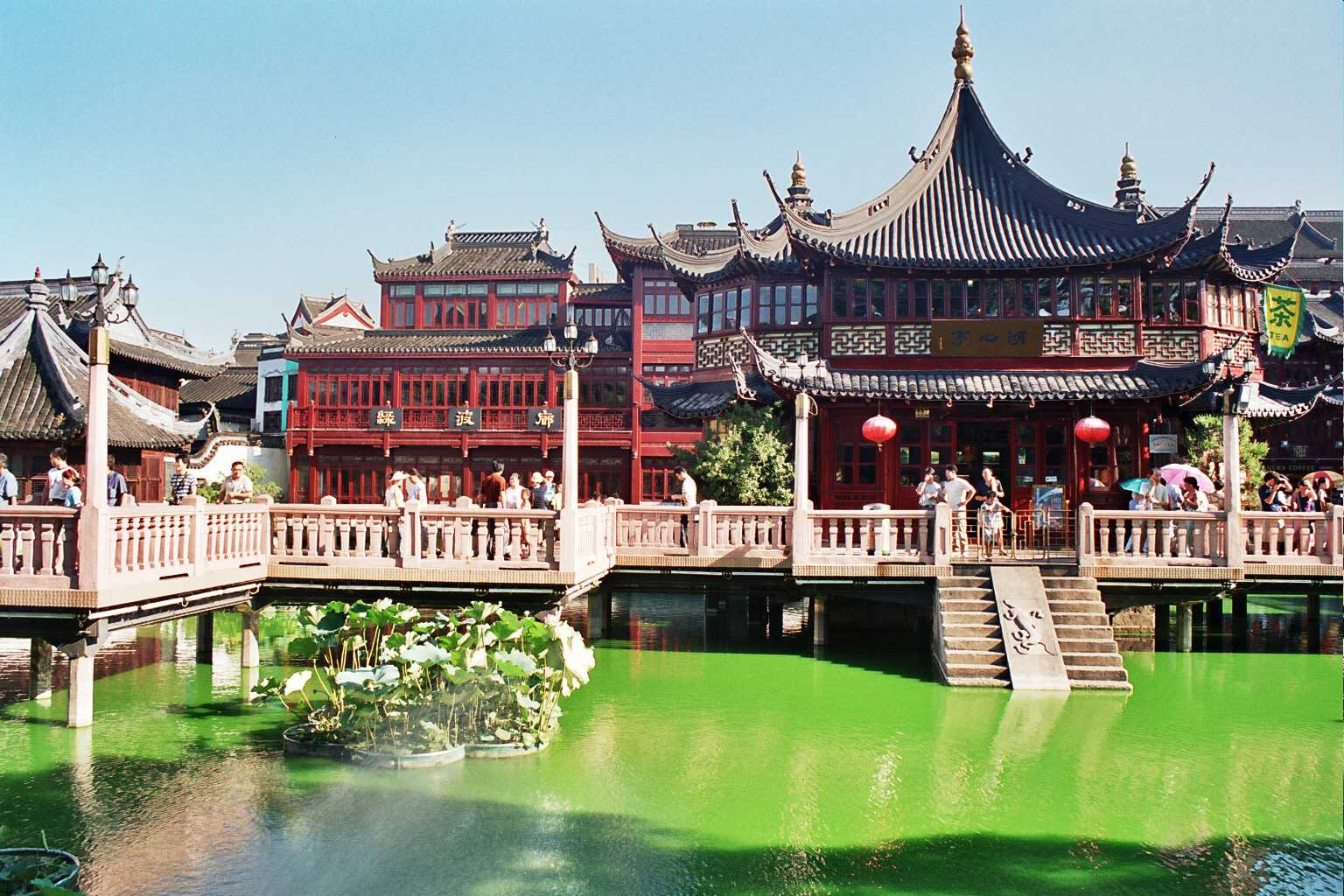
Yuyuan-tuinen

Shanghai is opgedeeld in 18 stadsdelen, waarvan één county en 17 districten.
Puxi is het oude deel van de stad, ten westen van de Huangpu-rivier. Dit stuk is opgedeeld in 9 districten, die in verhouding met de andere districten erg klein zijn:
| Huangpu (黄浦区; Huángpǔ Qū)     |
| Luwan (卢湾区; Lúwān Qū)         |
| Xuhui (徐汇区; Xúhuì Qū)         |
| Changning (长宁区; Chángníng Qū) |
| Jing'an (静安区; Jìng'ān Qū)     |
| Putuo (普陀区; Pǔtuó Qū)         |
| Zhabei (闸北区; Zháběi Qū)       |
| Hongkou (虹口区; Hóngkǒu Qū)     |
| Yangpu (杨浦区; Yángpǔ Qū)       |

Het nieuwe stedelijke gebied ten oosten van de rivier wordt Pudong genoemd en wordt bestuurd door:
- Nieuw District Pudong (浦东新区; Pǔdōng Xīn Qū)

Tot 1992 was dit een landelijk gebied en heette toen nog Chuansha County. Sinds de economische hervormingen in het begin van de jaren 90 zijn hier verschillende deelgebieden gesticht die financiële voordelen bieden voor daar gevestigde bedrijven. Het voormalige district Nanhui (南汇区; Nánhuì Qū) (Nanhui County tot en met 2001) werd aan Pudong gehecht.
De overige zeven districten behoren tot het buitengebied van Shanghai. Hierin bevinden zich verschillende dorpen en landelijke gebieden.
| Baoshan (宝山区 Bǎoshān Qū)      | bestuurt de twee kleinere eilanden — Baoshan County tot en met 1988 |
| Minhang (闵行区; Mǐnháng Qū)     | Shanghai County tot en met 1992                                     |
| Jiading (嘉定区; Jiādìng Qū)     | Jiading County tot en met 1992                                      |
| Jinshan (金山区; Jīnshān Qū)     | Jinshan County tot en met 1997                                      |
| Songjiang (松江区; Sōngjiāng Qū) | Songjiang County tot en met 1998                                    |
| Qingpu (青浦区; Qīngpǔ Qū)       | Qingpu County tot en met 1999                                       |
| Fengxian (奉贤区; Fèngxián Qū)   | Fengxian County tot en met 2001                                     |

Chongming-eiland wordt beheerd door de enige county in Shanghai en het op een na grootste eiland van China na Hainan.
- Chongming County (崇明县; Chóngmíng Xiàn)

Sinds 2003 zijn de verschillende stadsdelen nog verder opgedeeld in 221 dorpsdelen, die op hun beurt weer zijn opgedeeld in 3.393 buurtschappen.

## Bevolking

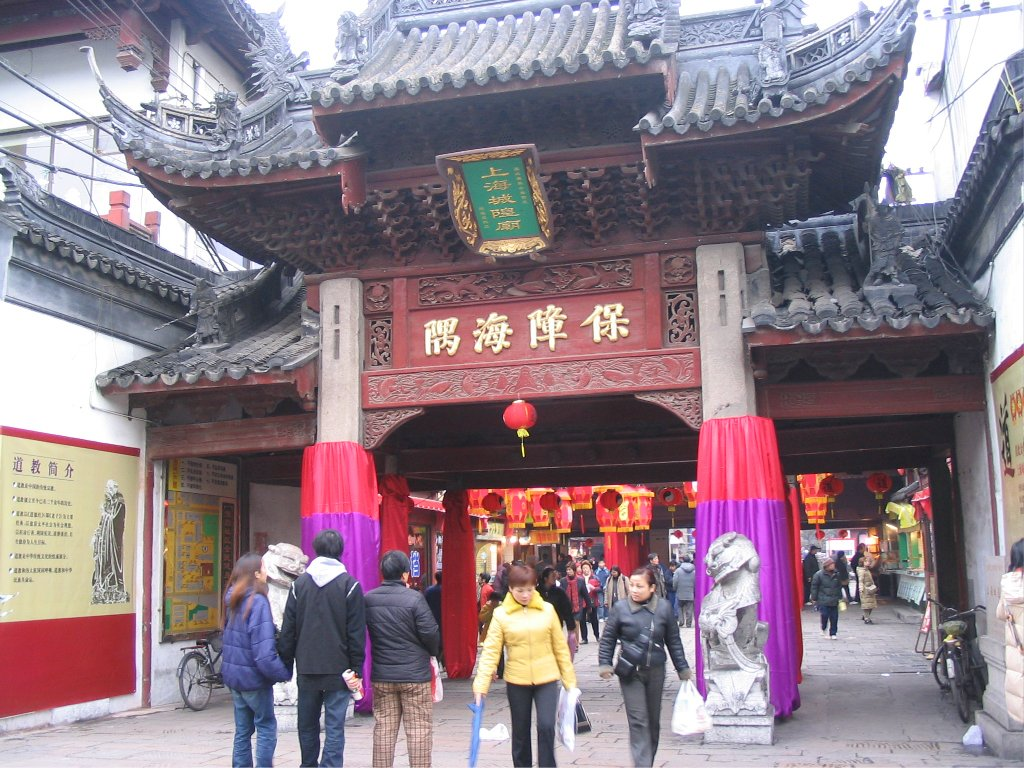
De Chengguangtempel, een taoïstische tempel in de historische binnenstad

De bevolking van Shanghai groeide erg snel. De mensen kwamen vooral uit andere steden.

### Demografie
Volgens de volkstelling in 2020 bestond de populatie van Shanghai op dat moment uit 24,9 miljoen personen. Het gehele verstedelijkte gebied telt in 2025 41,6 miljoen inwoners en omvat de aan elkaar vastgegroeide steden Changzhou, Kunshan, Suzhou en Wuxi. Hiermee is het qua inwoneraantal, na Guangzhou, de tweede metropool van de wereld.
In 2003 was de officieel geregistreerde bevolking nog 13,43 miljoen, maar meer dan 5 miljoen mensen woonden en werkten ongeregistreerd in Shanghai. Van die 5 miljoen behoorden 4 miljoen tot de tijdelijke migrantenbevolking die voornamelijk laaggeschoold werk deed. In 2003 was de gemiddelde levensverwachting 79,80 jaar (77,78 jaar voor de mannelijke bevolking en 81,81 jaar voor de vrouwelijke). Van de bevolking was 51,4% mannelijk en 48,6% vrouwelijk. 12,2% was jonger dan 15 jaar, 76,3% viel in het bereik van 15 tot en met 65 jaar, en 11,5% was ouder dan 65. 5,4% van de inwoners was analfabeet.

### Taal
De officiële taal van Shanghai is het Standaardmandarijn zoals in heel China. Niettemin is de taal die in de delta van de Yangtze, in de regio Huadong (华东) die de provincies Jiangsu, Zhejiang en een deel van Anhui omvat, wordt gesproken, het Wu. In Shanghai en omstreken wordt het Shanghainees dialect van Wu gesproken.
De campagnes ter bevordering van het Mandarijn en het onderwijs exclusief in het Mandarijn hebben ervoor gezorgd dat het gebruik van het dialect achteruit is gegaan; het wordt echter nog steeds algemeen gebruikt in informele omgang. Er komt echter langzaam ook een muziekstroming in het Shanghainees op gang wat de taal weer populairder maakt onder jongeren.

## Economie

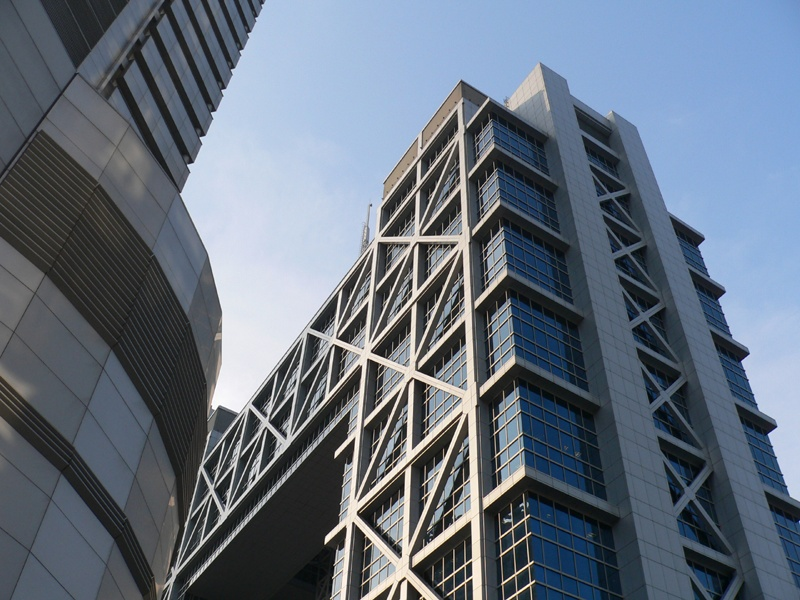
De Shanghai Stock Exchange

Shanghai is het handelscentrum en financiële centrum van China. Dit kwam tot stand na de economische hervormingen van 1992 en een decennium later dan in veel van de Zuid-Chinese provincies. Voor deze hervormingen moest Shanghai veel belasting betalen aan de centrale regering; gemiddeld kwam zelfs 70% van het nationale belastinggeld uit Shanghai. Vanaf 1992 werd dit verlaagd tot 20-25%. Tegenwoordig behoort Shanghai tot de grootste en meest ontwikkelde steden in China.
Shanghai en Hongkong wilden in 2008 beide het economische centrum van China worden. Hongkong had in 2003 een BNP van ¥46 586 (ong. US$5 620) per hoofd van de bevolking en nam daarmee een 13e plek in. Hongkong heeft als voordelen het sterkere wettelijk systeem en meer expertise in het bankwezen en de dienstensector. Shanghai heeft daartegenover voordelen van zijn sterkere banden met het Chinese binnenland en de centrale regering, en heeft een sterkere basis op het gebied van productie en technologie.
Sinds Hongkong in 1997 is overgedragen aan China heeft Shanghai zijn rol in de financiële sector en het bankwezen vergroot en hebben vele bedrijven hun hoofdkwartier naar de stad verplaatst. Hierdoor is de vraag naar een hoogopgeleide beroepsbevolking sterk gestegen. De economie van Shanghai groeit gestaag, met zo'n 11% per jaar.

## Cultuur

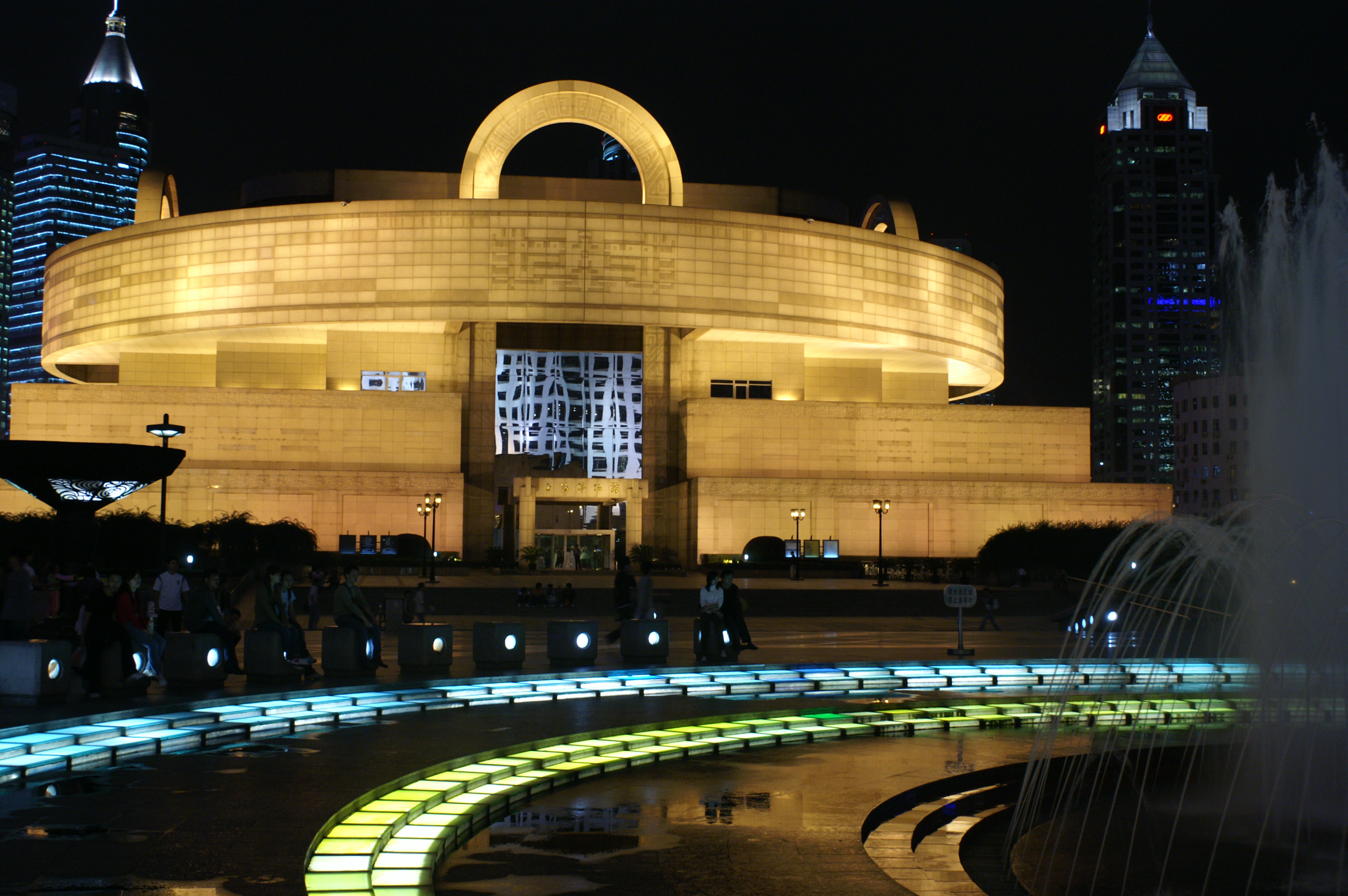
Het Shanghai-museum

### Architectuur
Net als vele andere steden in China wordt er sinds de jaren 90 enorm veel gebouwd in Shanghai. De hedendaagse architectuur in Shanghai staat bekend om zijn moderne stijl die zowel Chinese als westerse onderdelen combineert. Enkele bekende wolkenkrabbers die in Shanghai staan zijn onder andere Oriental Pearl Tower, het Shanghai World Financial Center en de Jin Mao Tower. Sinds 2015 is hier de Shanghai Tower bijgekomen, met 632 m nog steeds een van de hoogste gebouwen op de wereld.
De Sint-Ignatiuskathedraal werd tussen 1905 en 1910 door Franse jezuïeten gebouwd.

### Kunst

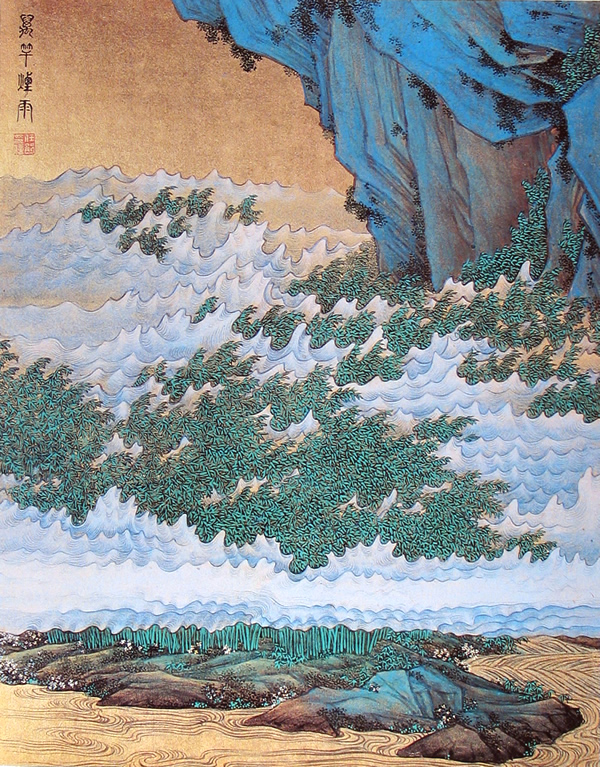
十萬圖之四 (nr. 4 van honderdduizend scènes) door Ren Xiong, een pionier van de Shanghai-school (海上畫派) van Chinese kunst, c. 1850.

De Shanghai-school was een belangrijke Chinese school van traditionele kunsten tijdens de Qing-dynastie en de twintigste eeuw. Onder de meesters van deze school ontwikkelde de traditionele Chinese kunst de moderne stijl van de Chinese schilderkunst. De Shanghai-school daagde de elitaire traditie van Chinese kunst uit en brak hiermee, waarbij wel eerbied werd getoond voor het technische kunnen van de oude meesters en tevens de bestaande traditionele technieken werden verbeterd. Bekende leden van deze school zijn Qi Baishi, Ren Xiong, Ren Bonian, Zhao Zhiqian, Wu Changshuo, Fu Baoshi en Wang Zhen.
De Songjiang-school (淞江派) was een kleine school tijdens de Ming-dynastie. Deze wordt algemeen beschouwd als een verdere ontwikkeling van de Wu-school of Wumen-school in het toenmalige culturele centrum van de regio Suzhou. De Huating-school (华亭派) was een andere belangrijke kunstschool tijdens de midden tot late Ming-dynastie. De belangrijkste resultaten van deze school lagen in de traditionele Chinese schilderkunst, de kalligrafie en de poëzie.

### Musea
- Propaganda Poster Art Centre, waar posters uit het tijdperk van Mao tentoongesteld zijn.
- Shanghai-museum, gewijd aan oude Chinese kunstschatten.
- Shanghai-kunstmuseum
- Shanghai-natuurhistorische museum
- Shanghai-spoorwegmuseum
- Shanghai-automobielmuseum
- C.Y. Tung maritieme museum
- Shanghai Science and Technology Museum

### Attractieparken
Het Shanghai Disney Resort, het zesde pretparkresort van Disney ter wereld en het tweede in China werd in 2016 geopend en het Shanghai Haichang Ocean Park werd in 2018 geopend.

### Media

#### Kranten
Onder meer de volgende kranten verschijnen in Shanghai:
- Jiefang Daily (Chinees: 解放日报; Pinyin: Jiěfàng Rìbào) is het dagblad van de Shanghai Comité van de Communistische Partij van China (dagelijks ongeveer 700.000 exemplaren)
- Oriental Sports Daily
- Shanghai Daily, dagelijks
- Shanghai Star, wekelijks
- Xinmin Evening News
- Wen Hui Bao, dagelijks
- Wenhui Book Review, wekelijks

## Verkeer en vervoer
Het openbaar vervoer is in Shanghai in vergelijking met andere steden in China goed georganiseerd. De straten zijn er zuiver. Shanghai heeft meer dan duizend buslijnen, waarbij ook nog trolleybussen worden ingezet. Verder rijden in Shanghai vele duizenden fietsen en taxi's.

### Wegennet

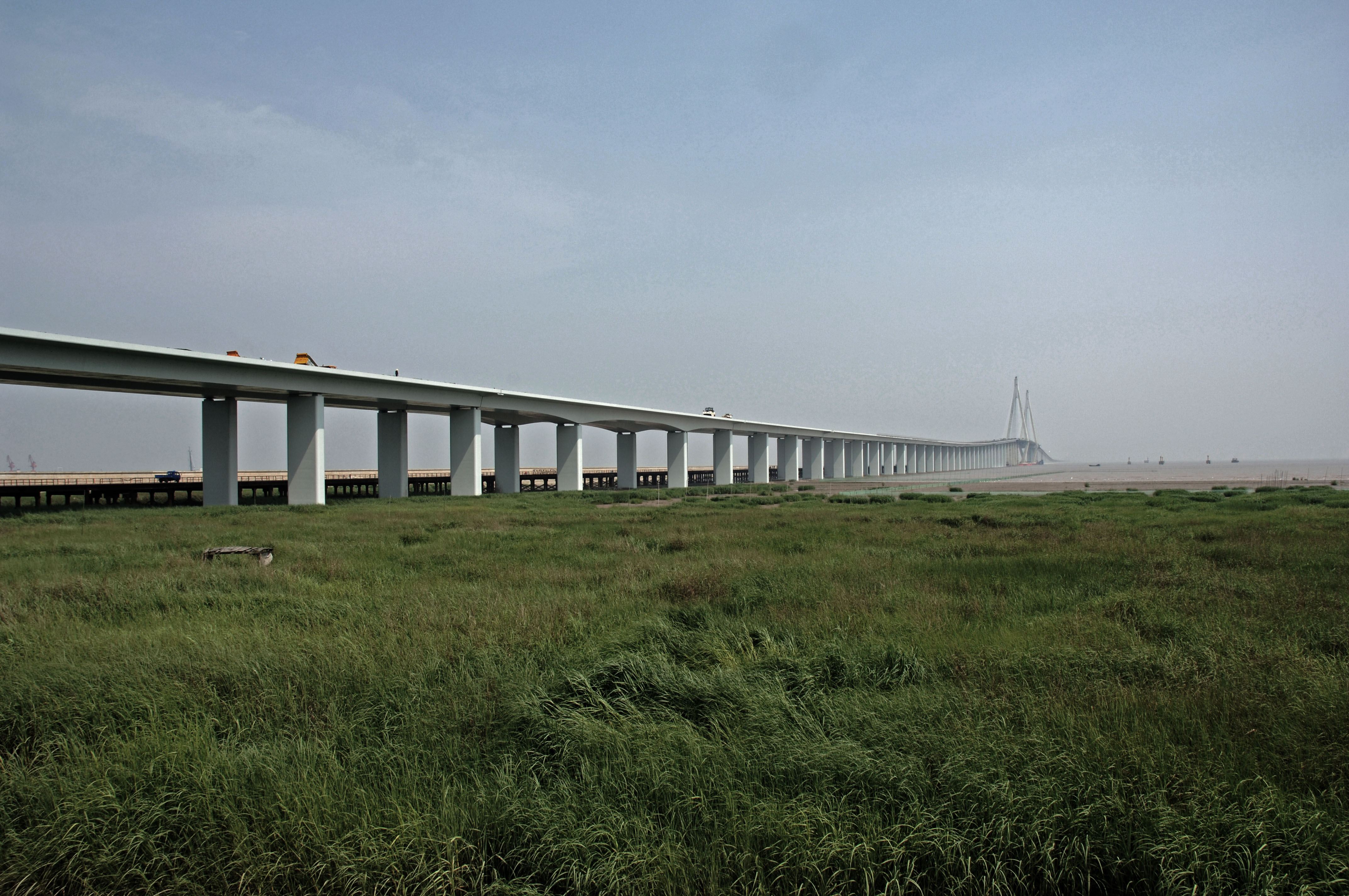
De Hangzhoubaai-brug

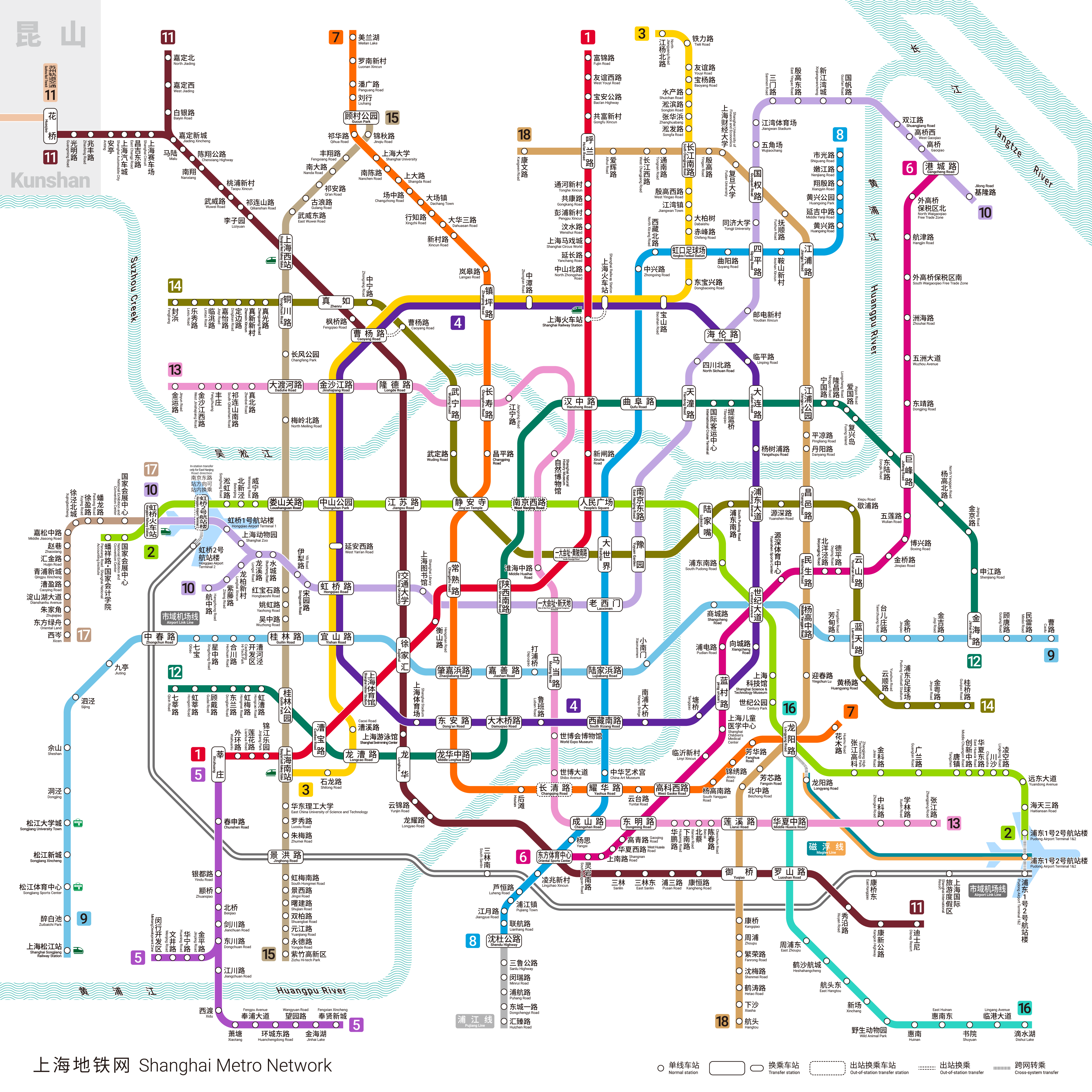
Schematisch diagram van het metronetwerk van Shanghai

Behalve aan de metro wordt er ook gebouwd aan het uitbreiden van het wegennet van Shanghai. De stad heeft nu twee ringwegen, en een aantal verbindingswegen tussen deze twee ringwegen. Deze hoofdwegen hebben voor het grootste deel twee verdiepingen. In 2008 is een derde ringweg halverwege tussen de twee bestaande wegen aangelegd. De verwachting was dat hiervoor zo'n 4000 gezinnen moesten verhuizen, die daarvoor compensatie zouden krijgen in de vorm van geld, of een nieuwe woning in een vergelijkbaar gebied. Tevens wordt de binnenste ringweg verbreed van twee banen naar drie banen per rijrichting en werd in 2009 een snelweg naar het eiland Chongming in gebruik genomen, de Shanghai Changjiang Daqiao.
Ongebruikelijk voor Chinese steden is dat de snelwegen in en om Shanghai ook allemaal een nummer hebben. Volgens de normale Chinese naamvoering wordt een snelweg genoemd naar de twee steden die door deze snelweg worden verbonden. De regering van Shanghai heeft deze nummering ingevoerd naar voorbeeld van westerse landen en wilde eigenlijk de Chinese naamvoering geheel afschaffen. Na protest vanuit de bevolking is echter een dubbele naamvoering ingevoerd. De binnenste ringweg heet A10, de buitenste ringweg A20, verbindingssnelwegen naar andere steden zijn opvolgend genummerd met de klok mee.
In Shanghai begint de nationale weg G318 naar Dram in Tibet, op de grens met Nepal.
Vanaf Shanghai naar Yangshan is er een verbinding door een 31 kilometer lange brug met 2x3 rijstroken, de Donghai-brug of Oostzeebrug. De brug is in een S-vorm gebouwd, wat volgens de ontwerpers gedaan is om de rijveiligheid te verhogen bij tyfoons en hoge golven.
Tevens is in mei 2008 na vijf jaar de bouw van de Hangzhoubaai-brug naar Ningbo voltooid. Deze 36 km lange brug is de langste brug ter wereld over een oceaan. Zij verkort de afstand tussen Shanghai en Ningbo van 400 naar 80 km.

### Stads- en streekvervoer

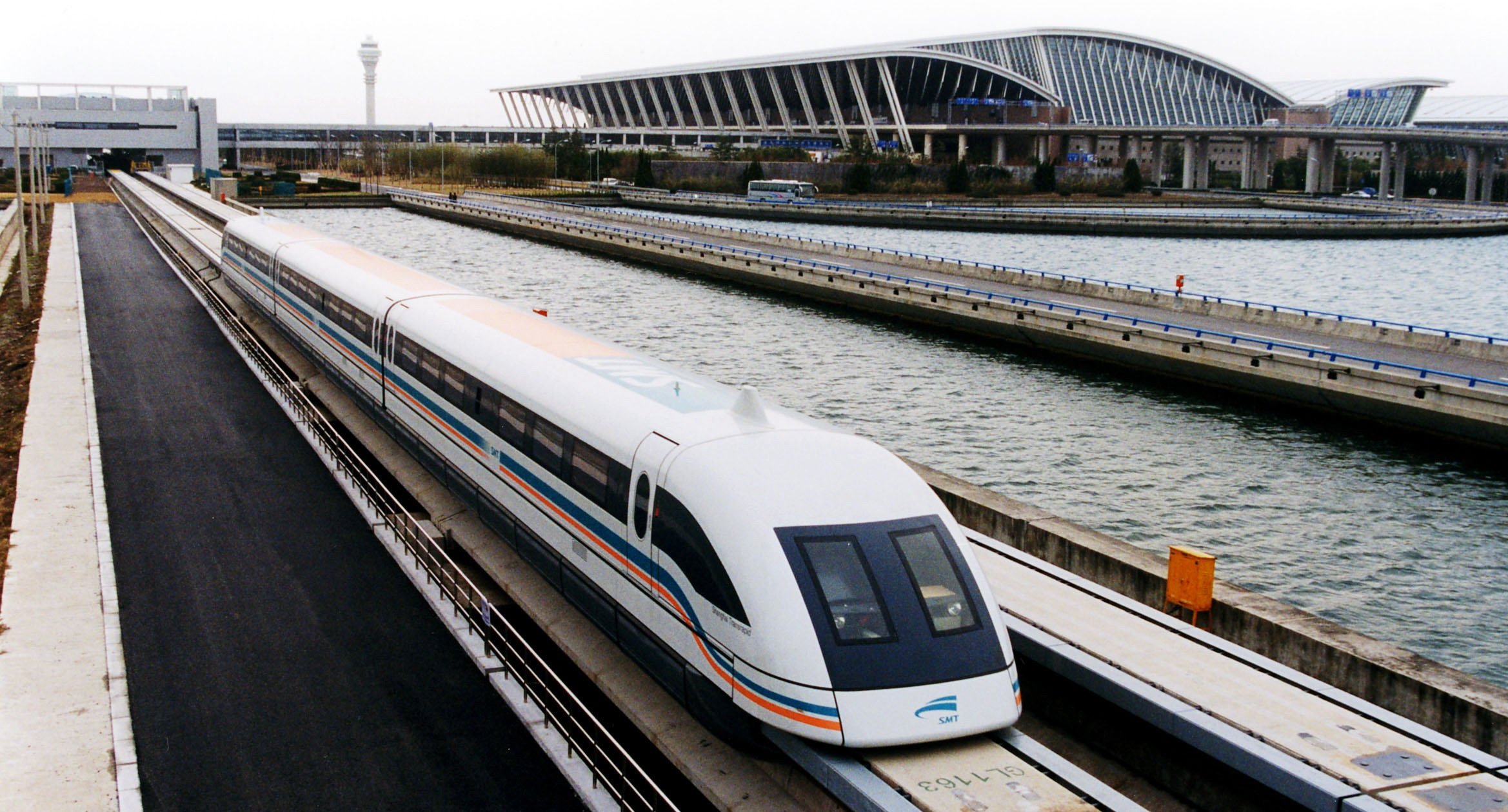
Een Maglev bij luchthaven Shanghai Pudong

De eerste metro van Shanghai vertrok in 1995, anno januari 2020 heeft de metro van Shanghai 17 lijnen die ruim drie miljoen passagiers per dag vervoerden. Volgens het plan van de regering zal het metrostelsel in 2025 uitgebreid zijn naar 21 lijnen.
Vanaf de luchthaven in Pudong loopt de eerste en enige magneetzweeftrein, of Maglev, ter wereld die in commercieel gebruik is. Deze is aangelegd door Transrapid en in 2002 in gebruik genomen. De lijn loopt tot aan het metrostation Longyang Road en doet minder dan acht minuten over dit stuk van 30 kilometer. De topsnelheid ligt rond de 430 km per uur. De Maglev is vooral een prestigeproject waar geen winst mee wordt gemaakt.

### Spoorwegen

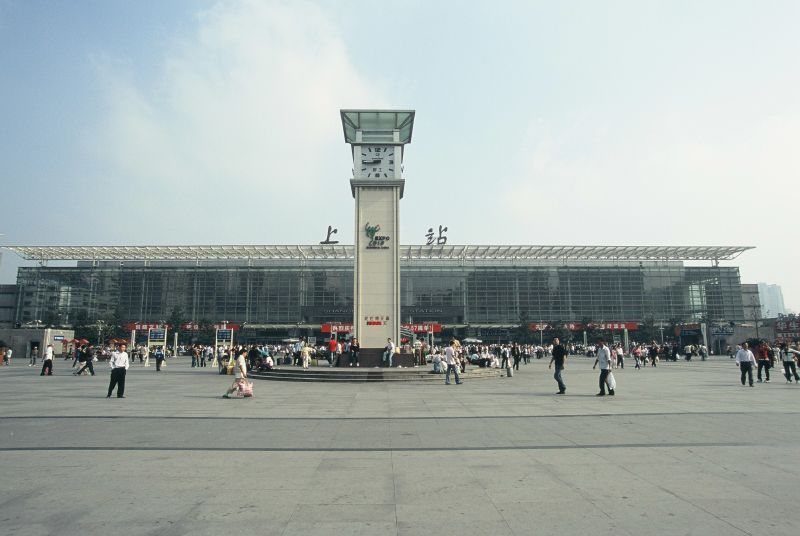
Station Shanghai

In Shanghai liggen verschillende soorten spoorwegen, waaronder de hogesnelheidslijnen Peking-Shanghai, Shanghai-Chengdu, Shanghai-Kunming en Shanghai-Shenzhen en de normale spoorlijnen Peking-Shanghai, 京沪线 of Jing Hu Spoorlijn, Shanghai-Hangzhou, 沪杭线 of Hu Hang Spoorlijn, Shanghai-Nanjing, 滬寧城際高速鐵路 of Hu Ning Spoorlijn, en Xiaoshan-Ningbo, 萧甬线 of Xiao Yong Spoorlijn. De stad heeft vier belangrijke treinstations, station Shanghai, station Shanghai-Zuid, station Shanghai-West en station Shanghai Hongqiao.

### Vliegvelden
Shanghai heeft twee vliegvelden. De voormalige Internationale Luchthaven Shanghai Hongqiao wordt voornamelijk gebruikt voor vluchten binnen China. Er wordt nog een beperkt aantal internationale vluchten uitgevoerd. Shanghai Hongqiao ligt relatief dicht bij het stadscentrum, waardoor het voor zakenreizigers aantrekkelijk is. Hetzelfde geldt voor Tokyo Haneda Airport en Seoul Gimpo Airport, waar de internationale vluchten vanaf Hongqiao naartoe gaan.
Dichter bij de kust is in Pudong de internationale Luchthaven Shanghai Pudong aangelegd. Vele internationale luchtvaartmaatschappijen verbinden dit vliegveld met bestemmingen over de gehele wereld. De luchthaven groeide zeer snel tot een van de drukste luchthavens ter wereld. Het vliegveld heeft momenteel drie terminals en vijf startbanen.

### Haven

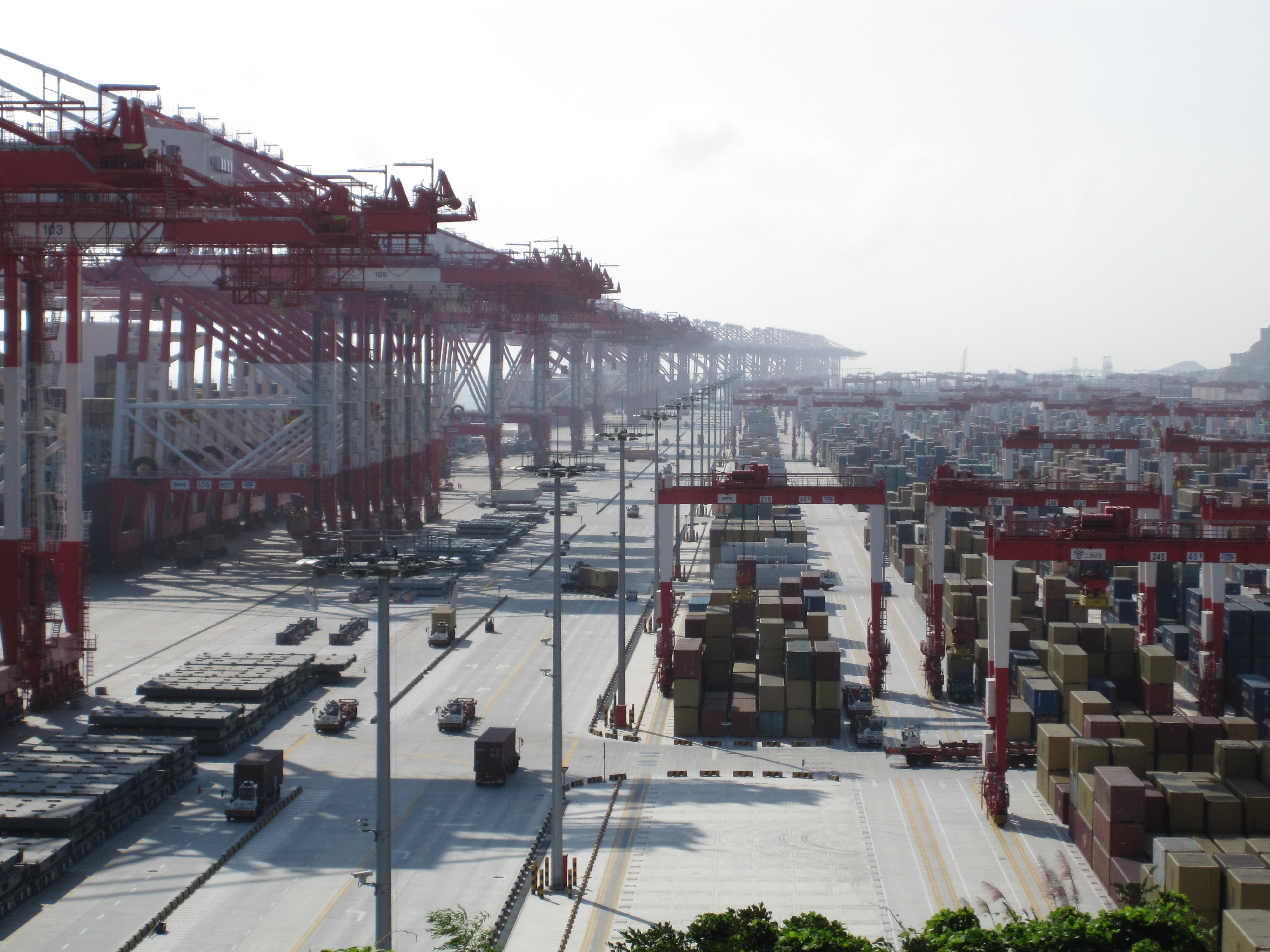
Een deel van de Yangshan Containerterminal

In de haven van Shanghai wordt het grootste aantal containers overgeslagen. Globaal gezien is het sinds 2004 de grootste zeehaven ter wereld met in 2007 ruim 550 miljoen ton goederenoverslag, gevolgd door de havens van Singapore en Ningbo.

## Universiteiten
- De Jiaotong-universiteit van Shanghai (上海交通大学)
- De East China Normal University (华东师范大学)
- De Fudan-universiteit (复旦大学)
- De Universiteit van vreemde talen van Shanghai (上海外国语大学)
- De Tongji-universiteit (同济大学)
- De China Europe International Business School (CEIBS) (中欧国际工商学院)

## Sport
Het Shanghai International Circuit is het bekendste circuit van China. Sinds 2004 wordt er de Grand Prix Formule 1 van China georganiseerd. Tussen 2005 en 2008 reden motorcoureurs er voor de Grand Prix-wegrace van China.
De Shanghai Golden Grand Prix is een belangrijke internationale atletiekwedstrijd dat onderdeel is van de IAAF Diamond League. Voor deze wedstrijd wordt gebruik gemaakt van het Shanghaistadion.
Jaarlijks tennissen in het najaar heren voor het ATP-toernooi van Shanghai. Dit prestigieuze toernooi op hardcourt wordt gespeeld in de Qizhong Forest Sports City Arena.
Shanghai Greenland Shenhua is de belangrijkste voetbalclub van Shanghai en speelt haar wedstrijden in het Hongkoustadion. Andere voetbalclubs uit Shanghai zijn Shanghai Shenxin en Shanghai SIPG.

## Stedenbanden
| Land                         | Plaats                | Sinds |
| ---------------------------- | --------------------- | ----- |
| Jemen                        | Aden                  | 1995  |
| Denemarken                   | Århus (provincie)     | 2003  |
| Egypte                       | Alexandrië            | 1992  |
| Algerije                     | Algiers               | 2003  |
| België                       | Antwerpen             | 1985  |
| Bulgarije                    | Sofia                 |       |
| Spanje                       | Barcelona             | 2001  |
| Zwitserland                  | Bazel                 | 2007  |
| Zweden                       | Borås                 | 2007  |
| Slowakije                    | Bratislava (regio)    | 2003  |
| Zuid-Korea                   | Busan                 | 1993  |
| Marokko                      | Casablanca            | 1986  |
| Thailand                     | Chiang Mai            | 2000  |
| Verenigde Staten             | Chicago               | 1985  |
| Sri Lanka                    | Colombo               | 2003  |
| Roemenië                     | Constanța             | 2002  |
| Ierland                      | Cork                  | 2005  |
| Verenigde Arabische Emiraten | Dubai                 | 2000  |
| Nieuw-Zeeland                | Dunedin               | 1994  |
| Finland                      | Espoo                 | 1998  |
| Polen                        | Gdańsk                | 1985  |
| Zweden                       | Göteborg              | 1986  |
| Ecuador                      | Guayaquil             | 2001  |
| Israël                       | Haifa                 | 1994  |
| Duitsland                    | Hamburg               | 1986  |
| Noord-Korea                  | Hamhung               | 1982  |
| Nieuw-Zeeland                | Hauraki District      | 2003  |
| Vietnam                      | Ho Chi Minhstad       | 1990  |
| Turkije                      | Istanboel             | 1989  |
| Mexico                       | Jalisco               | 1998  |
| Pakistan                     | Karachi               | 1984  |
| Zuid-Afrika                  | KwaZulu Natal         | 2001  |
| Cyprus                       | Lefkosia              | 2004  |
| Verenigd Koninkrijk          | Liverpool             | 1999  |
| Verenigd Koninkrijk          | Londen                | 1996  |
| Brazilië                     | Manaus                | 2009  |
| Filipijnen                   | Manilla               | 1983  |
| Mozambique                   | Maputo                | 1999  |
| Frankrijk                    | Marseille             | 1987  |
| Italië                       | Milaan                | 1979  |
| Canada                       | Montréal              | 1985  |
| Japan                        | Nagasaki (prefectuur) | 1986  |
| Japan                        | Osaka                 | 1974  |
| Japan                        | Osaka (prefectuur)    | 1980  |
| Noorwegen                    | Oslo                  | 2001  |
| Griekenland                  | Piraeus               | 1985  |
| Portugal                     | Porto                 | 1995  |
| Vanuatu                      | Port Vila             | 1994  |
| Argentinië                   | Rosario               | 1997  |
| Nederland                    | Rotterdam             | 1979  |
| Oostenrijk                   | Salzburg              | 2004  |
| Verenigde Staten             | San Francisco         | 1979  |
| Cuba                         | Santiago de Cuba      | 1996  |
| Bosnië en Herzegovina        | Sarajevo              | 2008  |
| Brazilië                     | São Paulo             | 1988  |
| Rusland                      | Sint-Petersburg       | 1988  |
| Oezbekistan                  | Tasjkent              | 1994  |
| Chili                        | Valparaíso            | 2001  |
| Namibië                      | Windhoek              | 1995  |
| Verenigde Staten             | Winston-Salem         | 2006  |
| Japan                        | Yokohama              | 1973  |
| Kroatië                      | Zagreb                | 1980  |

Voor het culturele jaar van China in Frankrijk is Shanghai verbroederd met Rijsel.

## Bekende personen uit Shanghai

### Geboren
- Zhu Qinglai (1882-ca.1941), politicus
- Soong Ai-ling (1890-1973), secretaresse van president Sun Yat-sen, een van de gezusters Soong
- Soong Ching-ling (1893-1981), vrouw van president Sun Yat-sen, erevoorzitter van de Chinese Volksrepubliek vanaf 1949 en een van de gezusters Soong
- Tse-Ven Soong (1894-1971), zakenman en broer van de gezusters Soong
- Song Meiling (1897-2003), vrouw van president Chiang Kai-shek, een van de gezusters Soong
- Ignatius Kung Pin-Mei (1901-2000), bisschop
- Yvonne Cormeau (1909-1997), Belgisch-Brits SOE-agent
- Chien-Shiung Wu (1912-1997), natuurkundige, gespecialiseerd in radioactiviteit
- Terence Young (1915-1994), Brits filmregisseur
- Eileen Chang (1920-1995), Chinees-Amerikaans schrijfster
- Edmond H. Fischer (1920-2021), Zwitsers-Amerikaans biochemicus en Nobelprijswinnaar (1992)
- Tsung-Dao Lee (1926-2024), Chinees-Amerikaans natuurkundige en Nobelprijswinnaar (1957)
- Henry O (1927), acteur
- J.G. Ballard (1930-2009), Brits schrijver
- Edward Judd (1932-2009), Brits toneelspeelster
- Joseph Zen Ze-Kiun (1932), kardinaal en bisschop
- Charles Kao (1933-2018), wetenschapper en Nobelprijswinnaar (2009)
- Ingrid Noll (1935), Duits schrijfster
- Nina Wang (1937-2007), ondernemer
- Peter Raven (1936), botanicus, directeur van de Missouri Botanical Garden
- Serge Ermoll (1943-2010), Australisch jazzpianist
- Shannon Lucid (1943), Amerikaans astronaute
- Stephan Sulke (1943), Zwitsers zanger
- Liang Shaoji (1945), conceptueel kunstenaar
- Cheng Pei-pei (1946-2024), actrice
- Thierry Romain Camille Jordan (1948), Frans geestelijke en sinds 1999 aartsbisschop van Reims
- Xue Hanqin (1955), diplomaat, hoogleraar en rechter
- Wong Kar-Wai (1958), filmregisseur
- Joan Chen (1961), actrice en filmregisseur
- Zhenli Ye Gon (1963), farmaceut en zakenman
- Zhu Jianhua (1963), hoogspringer
- Wang Xiaoshuai (1966), acteur en filmregisseur
- Mian Mian (1970), schrijfster
- Le Jingyi (1975), zwemster en olympisch kampioene (1996)
- Yue Tao (1976), Chinees-Nederlands schrijfster
- Yang Yongliang (1980), kunstenaar
- Yao Ming (1980), basketballer
- Sun Ji (1982), voetballer
- Sun Xiang (1982), voetballer
- Li Jun Li (1983), Amerikaanse actrice
- Liu Xiang (1983), atleet
- Xu Gang (1984), wielrenner
- Jing Lusi (1985), Chinees-Brits actrice
- Wu Minxia (1985), schoonspringster
- Ji Liping (1988), zwemster
- Lu Ying (1989), zwemster
- Ju Wenjun (1991), schaakster
- Jiang Haiqi (1992), zwemmer
- Dai Jun (1992), zwemmer
- Tang Yi (1993), zwemster

### Overleden
- Ai Xia (1912-1934), actrice
- Zhou Xuan (1918-1957), zangeres en actrice